# Västra Hamngatan 1

Västra Hamngatan 1 är gatuadress för en byggnad som är belägen i Kvarteret Alströmer i Göteborgs stadskärna. Fastigheten ligger i stadsdelen Inom Vallgraven och har även ingångar vid Lilla Torget 5 och Lilla Torget 6. Det är ett kontorshus i fem våningar som uppfördes 1887-1888 med överbyggd gård, slätputsade fasader och rusticerad bottenvåning. Byggnaden ritades av arkitekt Georg Krüger och uppfördes ursprungligen för Göteborgs Enskilda Bank. Fastighetsbeteckningen är Inom Vallgraven 54:8 (tidigare betecknad Alströmer 8)

## Historik
På platsen låg tidigare ett hus som ägdes och beboddes av kaparen Lars Gathenhielm under åren 1711-1718. Det nuvarande huset uppfördes med början 1887 för Göteborgs Enskilda Bank, och upptog hörnet Västra Hamngatan 1 och Lilla Torget 6. Huset var färdigt 1888 och fick en pampig fasad i holländsk nyrenässans med fasader av tegel och puts och ett rikt dekorerat mansardtak som hade gavelrösten och hörntorn. 1904 införlivades huset på Lilla Torget 5, och huset breddades då med sex fönsteraxlar. 1915 utvidgades bankhallen.
1938 genomfördes en omfattande fasadförändring i funktionalistisk stil, då all dekor togs bort och teglet putsades över. Huvudentrén på hörnet fick en ny granitportal med bronsportar. Ansvarig arkitekt för detta var Nils Einar Eriksson.
Banken lämnade huset 1974.

## Bilder

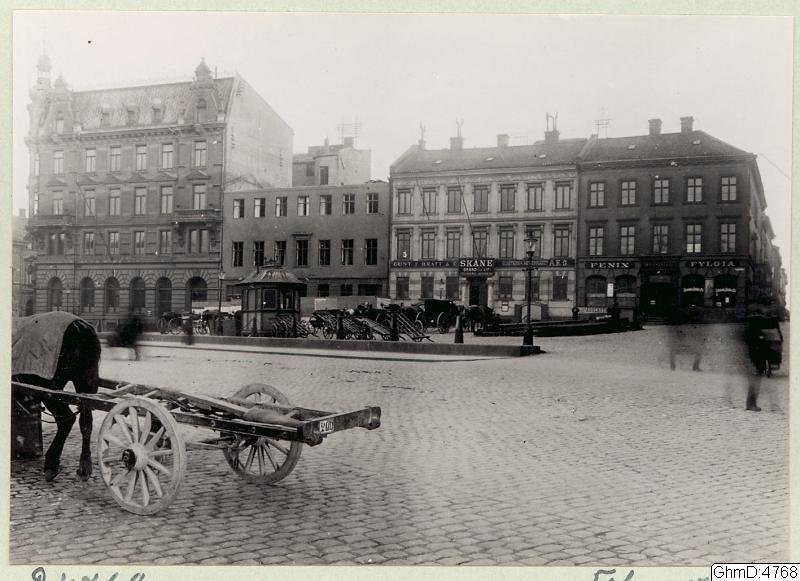
Bild från 1903 under rivningen av Lilla Torget 5 inför utökningen av huset.
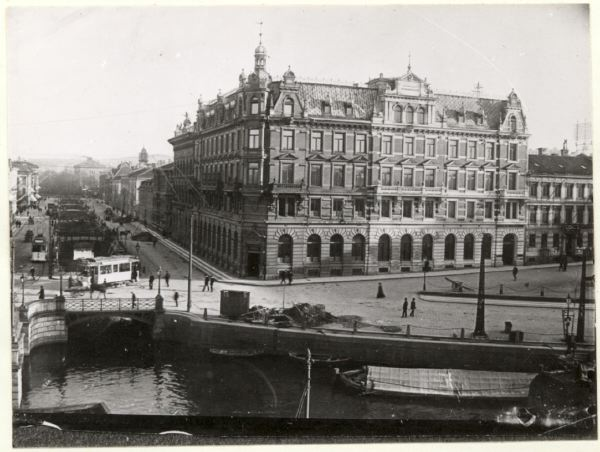
Byggnaden innan fasadhyvlingen, på ett foto från 1904.
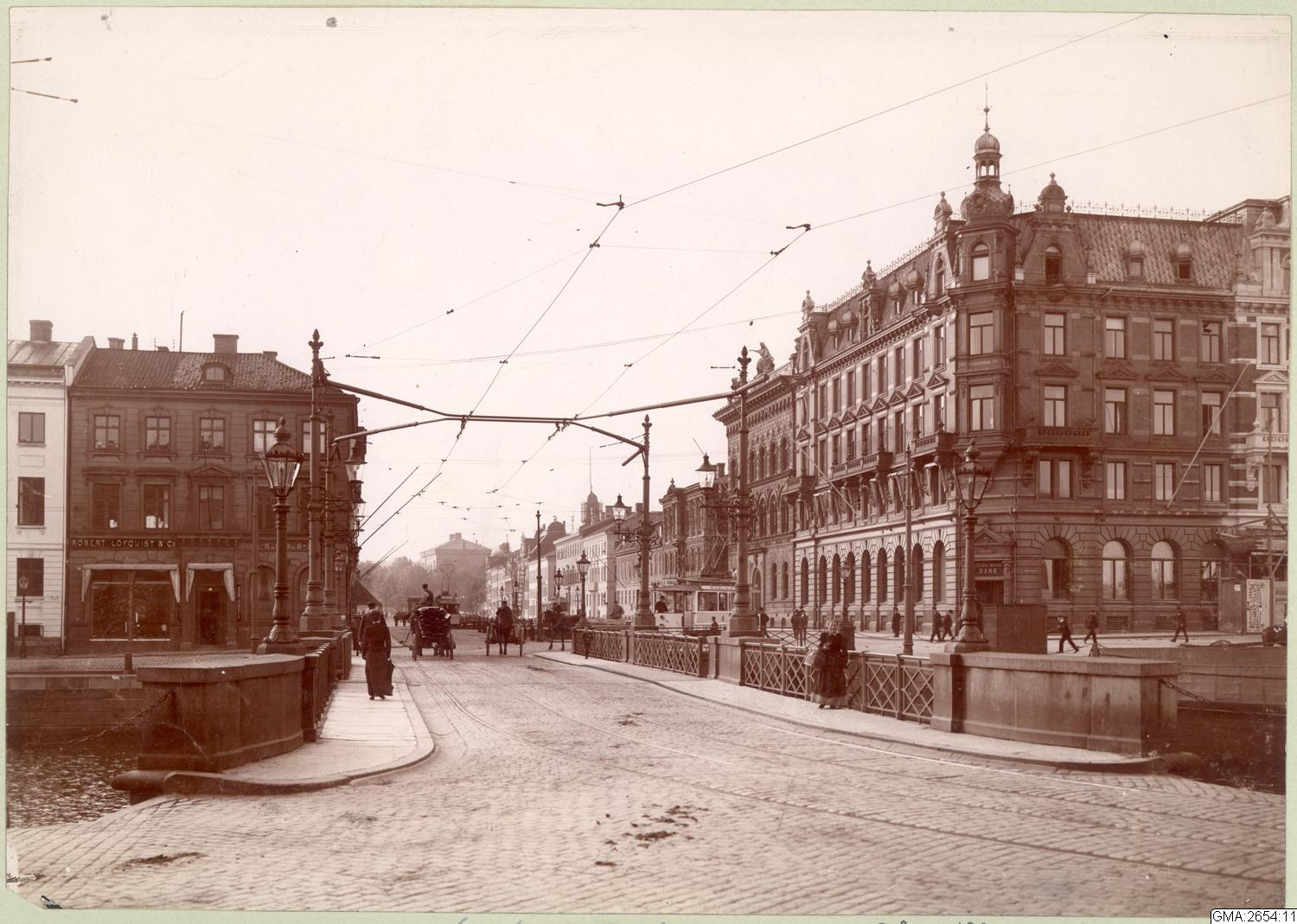
Foto av Västra Hamngatan med Kämpebron i förgrunden. Huset syns till höger. Foto från 1905 av Axel Hartman.
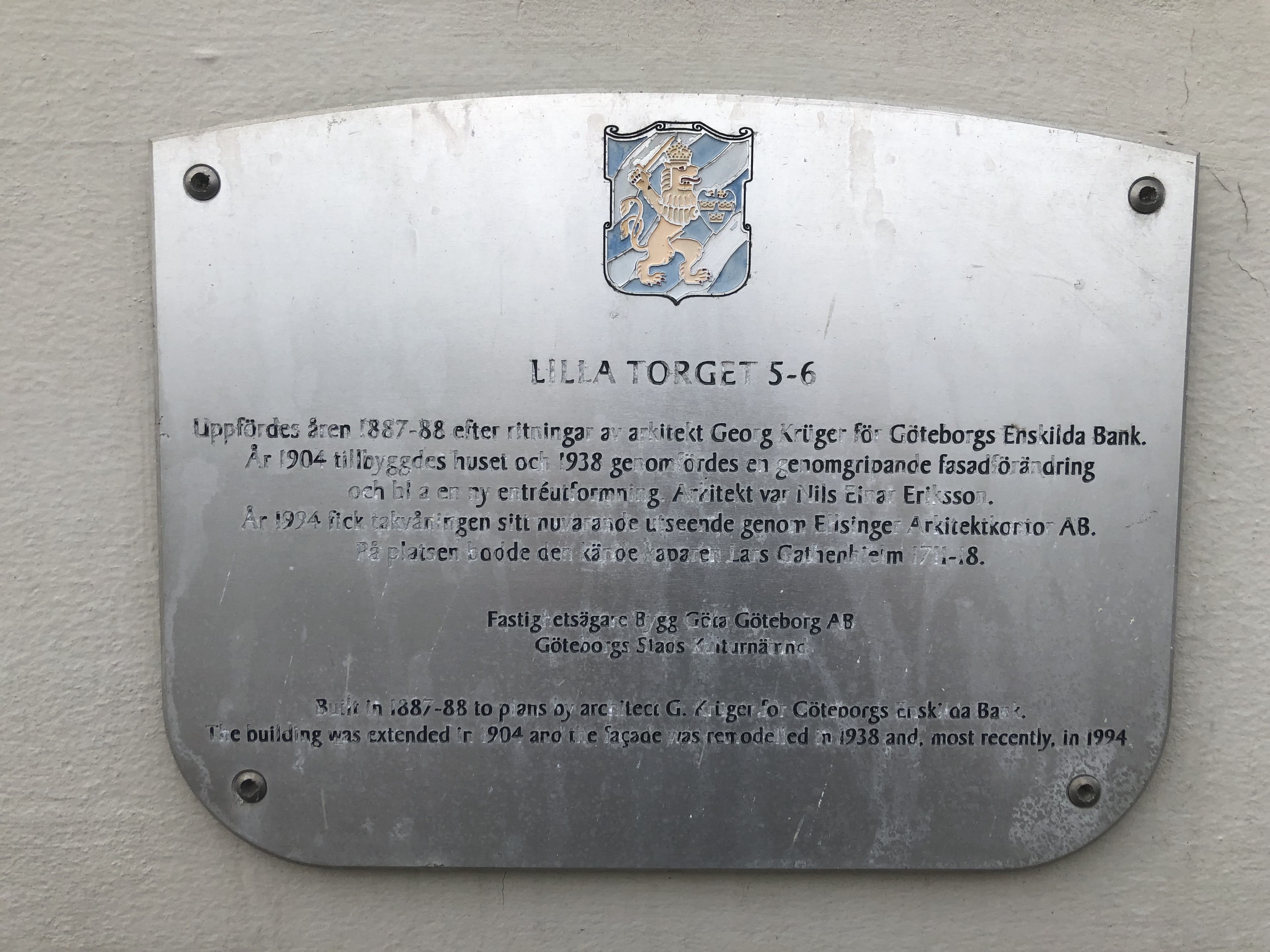
Kulturskylt på fasaden vid Lilla Torget 5.

### Webbkällor
- Bebyggelseregistret, läst 17 augusti 2019.
- Bygg Göta, läst 17 augusti, 2019.